# قراف
القُراف أو العِنْصِيف (الاسم العلمي: Felicia)، جنس نباتات برية وتزيينية من فصيلة النجمية. توجد بعض أنواعه في النصف الشرقي من أفريقيا حتى السودان وجنوب غرب شبه الجزيرة العربية، وتوجد وأغلب أنواعه توجد على الساحل الغربي من الكاب إلى أنغولا ونوع واحد له نقاط استيطانية على حدود الكاميرون ونيجيريا ووسط نيجيريا. تزرع بعض أنواعه كزينة ونباتات مهجنة عديدة تم تطويرها لهذا الغرض.